# カガ＝バンドロ
カガ＝バンドロ（フランス語/サンゴ語: Kaga-Bandoro）は、中央アフリカ共和国のナナ・グリビジ経済州に位置するコミューン（第三級行政区画）、または同コミューンを中心とした同名の郡（第二級行政区画）。単にカガ＝バンドロといえば前者を指すことが多いが、ここでは郡についても合わせて説明する。

## コミューン（都市）
カガ＝バンドロ・コミューン（基礎自治体）は、ナナ・グリビジ州にある6つのコミューンのひとつで、同州の州都。グリビジ川のほとりに位置する。面積は約100平方キロメートル、人口は約3万人（2015年推定）。コミューン全域が都市化されており、村ではなく行政区が設置されている。
カトリック教会の大聖堂が所在しており、これを中心としたカガ＝バンドロ教区はナナ・グリビジ州、バミンギ・バンゴラン州、ケモ州の3州を管轄している。

### 歴史
1897年3月、フランスによって建設された。その翌年、探検家ポール・クランペルにちなみフォール・クランペル（Fort-Crampel）と名付けられた。1904年7月14日、当時のフォール・クランペル行政官であったGeorges Toquéおよび書記による原住民殺害事件が起こり、本国フランスでも大きく報道された。1946年10月16日、ウバンギ・シャリ植民地に行政区画が設定された際はケモ・グリビジ地域（1961年に州へ改編）に属した。
フランスからの独立後の1961年12月22日にクランペル（Crampel）へ改名。1974年8月6日、クランペルはカガ＝バンドロへ改名される。それと同時にケモ・グリビジ州が分割され、カガ＝バンドロは新たに設置されたグリビジ経済州の州都となった。1992年ごろ、グリビジ経済州はナナ・グリビジ経済州へ改名された。
2012年末、イスラム系反政府勢力であるセレカが挙兵し内戦が勃発。2013年3月にセレカが首都バンギを制圧したが、セレカと敵対するキリスト系武装組織アンチ・バラカとセレカの紛争が起こり、国北部のイスラム教徒と南部のキリスト教徒を構図とした宗教対立に発展。イスラム系の反政府武装組織中央アフリカ共和国再生人民戦線（FPRC）は国北部に勢力を広げ、2015年12月14日にカガ＝バンドロを首都としたロゴン共和国の建国を宣言した。

### 気候
ケッペンの気候区分ではサバナ気候（Aw）に区分される。
| カガ＝バンドロの気候               | カガ＝バンドロの気候 | カガ＝バンドロの気候 | カガ＝バンドロの気候 | カガ＝バンドロの気候 | カガ＝バンドロの気候 | カガ＝バンドロの気候 | カガ＝バンドロの気候 | カガ＝バンドロの気候 | カガ＝バンドロの気候 | カガ＝バンドロの気候 | カガ＝バンドロの気候 | カガ＝バンドロの気候 | カガ＝バンドロの気候 |
| 月                                 | 1月                  | 2月                  | 3月                  | 4月                  | 5月                  | 6月                  | 7月                  | 8月                  | 9月                  | 10月                 | 11月                 | 12月                 | 年                   |
| ---------------------------------- | -------------------- | -------------------- | -------------------- | -------------------- | -------------------- | -------------------- | -------------------- | -------------------- | -------------------- | -------------------- | -------------------- | -------------------- | -------------------- |
| 平均最高気温 °C （°F）             | 32.2 (90)            | 33.9 (93)            | 34 (93)              | 32.8 (91)            | 32 (90)              | 30.5 (86.9)          | 30.1 (86.2)          | 31.8 (89.2)          | 30.9 (87.6)          | 31.9 (89.4)          | 31.3 (88.3)          | 31.2 (88.2)          | 31.88 (89.4)         |
| 日平均気温 °C （°F）               | 21 (70)              | 23 (73)              | 24.9 (76.8)          | 25 (77)              | 25 (77)              | 24.1 (75.4)          | 24.4 (75.9)          | 25.8 (78.4)          | 24.6 (76.3)          | 25.1 (77.2)          | 22.3 (72.1)          | 20.8 (69.4)          | 23.83 (74.88)        |
| 平均最低気温 °C （°F）             | 9.9 (49.8)           | 12.1 (53.8)          | 15.9 (60.6)          | 17.3 (63.1)          | 18 (64)              | 17.8 (64)            | 18.7 (65.7)          | 19.8 (67.6)          | 18.4 (65.1)          | 18.3 (64.9)          | 13.4 (56.1)          | 10.5 (50.9)          | 15.84 (60.47)        |
| 降水量 mm （inch）                 | 2 (0.08)             | 7 (0.28)             | 38 (1.5)             | 61 (2.4)             | 132 (5.2)            | 157 (6.18)           | 224 (8.82)           | 242 (9.53)           | 246 (9.69)           | 167 (6.57)           | 19 (0.75)            | 2 (0.08)             | 1,297 (51.08)        |
| 出典：Climate-Data.org, 標高: 425m |                      |                      |                      |                      |                      |                      |                      |                      |                      |                      |                      |                      |                      |

### 交通
- 街の南を通る国道8号と北のカボ（フランス語版）（国道4号）を結ぶRR10号が通る。
- カガ＝バンドロ空港（英語版）

## 郡

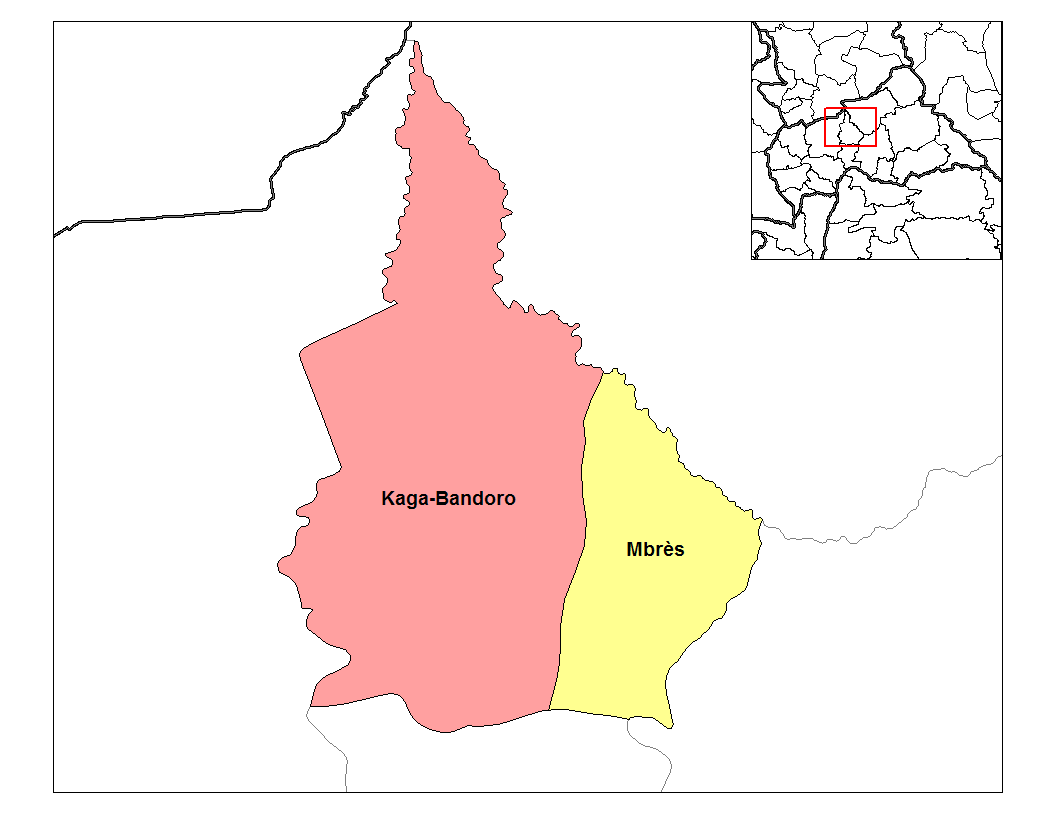
ナナ・グリビジ州における郡の位置

カガ＝バンドロ郡（フランス語: Sous-préfecture de Kaga-Bandoro）は、ナナ・グリビジ州を構成する2郡の内のひとつ。5つのコミューンから成る。面積は約1万6千平方キロメートルで、71ある郡の中で15番目に大きい。また人口は約12万人（2015年推定）で、これは8番目に多い。北を頂点とした三角形の形をしており、郡北部はバミンギ・バンゴラン国立公園に指定されている。また地図の縮尺によってはチャド国境と接しているようにみえるが、実際は約2km程度離れている。
設置された正確な日時は不明だが、1967年ごろには存在が確認できる。1984年までに郡東部がムブレ郡として分離した。

### 下位区分
| コミューン     | 面積 (km2) | 人口 (2015) | 所属する村・区数 |
| -------------- | ---------- | ----------- | ---------------- |
| Botto          | 808.02     | 13,590      | 24村             |
| Grivaï-Pamia   | 3,954.65   | 15,065      | 27村             |
| カガ＝バンドロ | 98.65      | 29,706      | 51区             |
| Nana-Outa      | 7,686.18   | 22,070      | 49村             |
| Ndenga         | 3,633.31   | 41,078      | 44村             |